# ديفيد هول (تنس)
ديفيد هول (بالإنجليزية: David Hall)‏ مواليد 14 يناير 1970 في سيدني، هو لاعب أسترالي سابق في تنس الكراسي المتحركة بدأ مسيرته كمحترف سنة 1993، اعتزل اللعب في 2006. سبق أن كان المصنف الأول عالمياً.

## الميداليات
| الميدالية | المسابقة                   |
| --------- | -------------------------- |
| برونزية   | ألعاب بارالمبية صيفية 1996 |
| فضية      | ألعاب بارالمبية صيفية 1996 |
| ذهبية     | ألعاب بارالمبية صيفية 2000 |
| فضية      | ألعاب بارالمبية صيفية 2000 |
| فضية      | ألعاب بارالمبية صيفية 2004 |
| برونزية   | ألعاب بارالمبية صيفية 2004 |

## روابط خارجية
- ديفيد هول على موقع الاتحاد الدولي لكرة المضرب (الإنجليزية)
- ديفيد هول على موقع قاعة مشاهير كرة المضرب الدولية (الإنجليزية)
- ديفيد هول على موقع اتحاد التنس الأسترالي (الإنجليزية)
- ديفيد هول على موقع قاعة أستراليا للمشاهير الرياضية (الإنجليزية)